# Bc

bc (basic calculator) — интерактивный интерпретатор Си-подобного языка, позволяет выполнять вычисления с произвольно заданной точностью. Часто используется как калькулятор в командной строке UNIX-подобных операционных систем. Традиционная реализация bc была оболочкой к непосредственно калькулятору dc, принимавшему выражения в обратной польской записи, и выполняла преобразование из инфиксной записи в обратную польскую. Современная версия GNU bc реализована в качестве отдельной программы.

## Синтаксис команды
```
 bc [ -hlwsqv ] [long-options] [  file … ]

 -l : вызывает стандартную библиотеку математических функций.
 -w : выводит предупреждения по поводу Posix — расширений bc.
 -s : использует язык Posix bc.
 -q : не печатает обычного приветствия bc.
 -v : печатает номер версии и завершает программу.
 -h : вызывает справку по bc.

```

## Операторы и ключевые слова
Большинство операторов bc (кроме ^) повторяют аналогичные операторы языка Си.
```
+,-,*,/ : сложение, вычитание, умножение, деление
% : нахождение остатка
^ : возведение в степень
sqrt(i) : извлечение квадратного корня из числа i

<
, 
>
, 
<=
, 
>=
, 
!=
, 
==
 : сравнение
= : присваивание
++, -- : инкремент, декремент
+=, -=, *=, /=, ^=, %= : присваивание с вычислением
scale = i : устанавливается точность вычисления, i – количество цифр после запятой 
ibase = i : установка основания системы счисления для входных данных, где i является
            базисом (2 <= i <= 16)
obase = i : установка основания системы счисления для выходных данных
last : Вывод последнего вычисленного значения
```

```
if(E)[S1…] else [S2…] : оператор выбора, если E истина выполняется S1 если нет S2
while(E)[S…] : оператор цикла, выполняет операторы S, пока выражение E истина
for(E1;E2;E3)[S…] : оператор цикла
break : прерывает выполнение for и while
continue : завершить текущую итерацию цикла (продолжить цикл, перейдя к следующей
           итерации)
halt : останавливает работу bc
return : возврат из функции значения 0
return E : возврат из функции значения выражения E
define a(b) : определяет символьное имя, именованную константу или функцию.
print <список> : вывод на экран
```

## Функции математической библиотеки
При необходимости можно подключить к калькулятору библиотеку математических функций. Для этого надо указать в командной строке ключ -l
- s(i) : синус i, где i берётся в радианах
- c(i) : косинус, где i берётся в радианах
- a(i) : арктангенс, возвращает радианы
- e(i) : экспонента
- l(i) : натуральный логарифм i
- j(n, x) : функция Бесселя

## Примеры использования
```
 $ bc -lq
 for(i=0;i
<
5;i++) e(i) 
 1.00000000000000000000
 2.71828182845904523536
 7.38905609893065022723
 20.08553692318766774092
 54.59815003314423907811

```

```
 $ bc -lq
 scale = 10
 for(i=5;i
<
10;i++) j(i,1)
 .0002497577
 .0000209383
 .0000015023
 .0000000942
 .0000000052

```

```
 $ bc -lq
 
if
 ((2+2)
==
4)print 
"2+2 = 4"
 else 
" 2+2 !=4 "

 2+2 = 4
 
if
 ((2+2)
==
5)print 
"2+2 = 5"
 else 
"2+2 != 5 "

 2+2 != 5

```

```
 $ echo 75*125 
|
 bc
 9375

```

Вычисление числа Пи:
```
 $ bc -lq
 scale=100
 4*a(1)
 3.141592653589793238462643383279502884197169399375105820974944592307\
 8164062862089986280348253421170676

```